# Die fünf Sinne (Magdeburg)

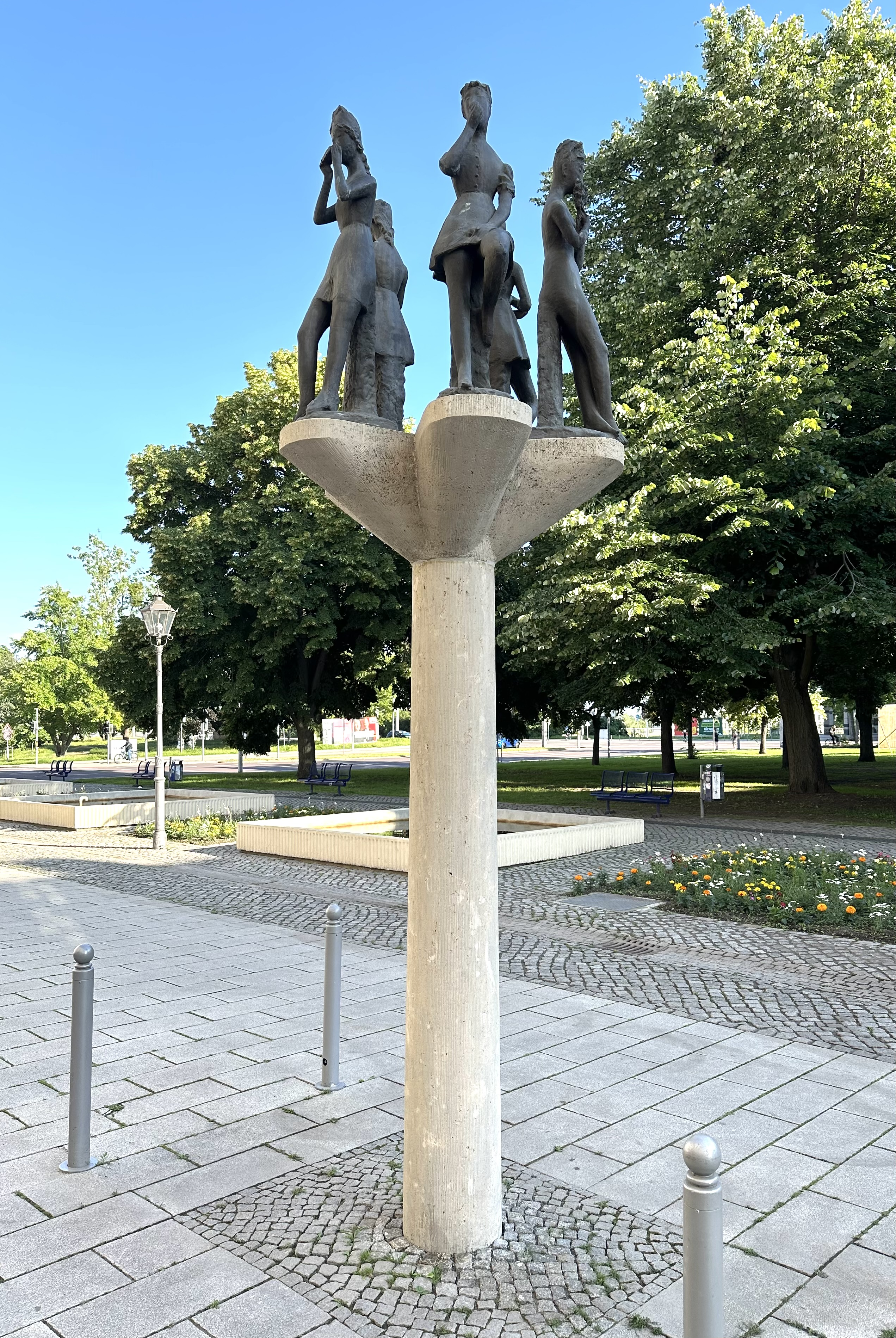
Die fünf Sinne, 2024

Die Fünf Sinne ist der Name einer Figurengruppe in Magdeburg in Sachsen-Anhalt.

## Lage
Die Gruppe steht südlich neben dem Magdeburger Rathaus am Martin-Luther-Platz in der westlichen Verlängerung der Johannisbergstraße südöstlich der Hirschsäule.

## Gestaltung und Geschichte
Die bildliche Darstellung der klassischen fünf Sinne des Menschen wurde schon mehrfach durch Künstler versucht, etwa mit dem Gemäldezyklus Die fünf Sinne von Rembrandt van Rijn im frühen 17. Jahrhundert oder durch ein gleichnamiges Gemälde von Hans Makart im 19. Jahrhundert, aber auch schon durch den flämischen Kupferstecher Adriaen Collaert um das Jahr 1600. In Magdeburg entstand im Jahr 1969 eine bildhauerische Umsetzung durch den von Gustav Weidanz ausgebildeten Heinrich Apel, der in Magdeburg zahlreiche Kunstwerke schuf. Im Jahr 1972 wurde sie in der Nähe des Alten Marktes südlich des Rathauses aufgestellt, wo sie sich in direkter Nachbarschaft zu einigen der wichtigsten Plastiken Magdeburgs, wie dem Roland, dem Magdeburger Reiter oder der Hirschsäule, befand. Südöstlich des Standortes der Säule befinden sich drei Brunnenbecken mit kleinen Fontänen.
Apel entschied sich für eine Säule aus Muschelkalkstein, auf der er eine Figurengruppe anordnete, bei der jede der Figuren einen der Sinne darstellen soll und auf einer eigenen – von der Säule abstehenden – Plattform steht. Die Figur für den Geruch steckt ihren Kopf in einen Blumenstrauß, die Figur für das Fühlen hält ein Tier im Arm, die Figur für das Schmecken führt gerade die Hand an den Mund, die Figur für das Sehen schaut mit niedergeschlagenen Lidern auf etwas, das sie in der Hand hält, und auch die Figur für das Hören versucht den Sinn bildlich darzustellen. In die Mitte zwischen die Figuren installierte Apel einen Pinienzapfen, dem sie den Rücken zukehren.

Aufgrund ihres Standortes auf dem Fußweg neben dem Rathaus war die Figurengruppe stets durch rangierende Fahrzeuge im Bestand gefährdet. So fuhr im Mai 2021 ein Auto gegen die 2,2 Meter hohe Säule, woraufhin ein Riss entstand und die Säule eingerüstet werden musste. Die Reparatur erfolgte im Oktober 2021. 

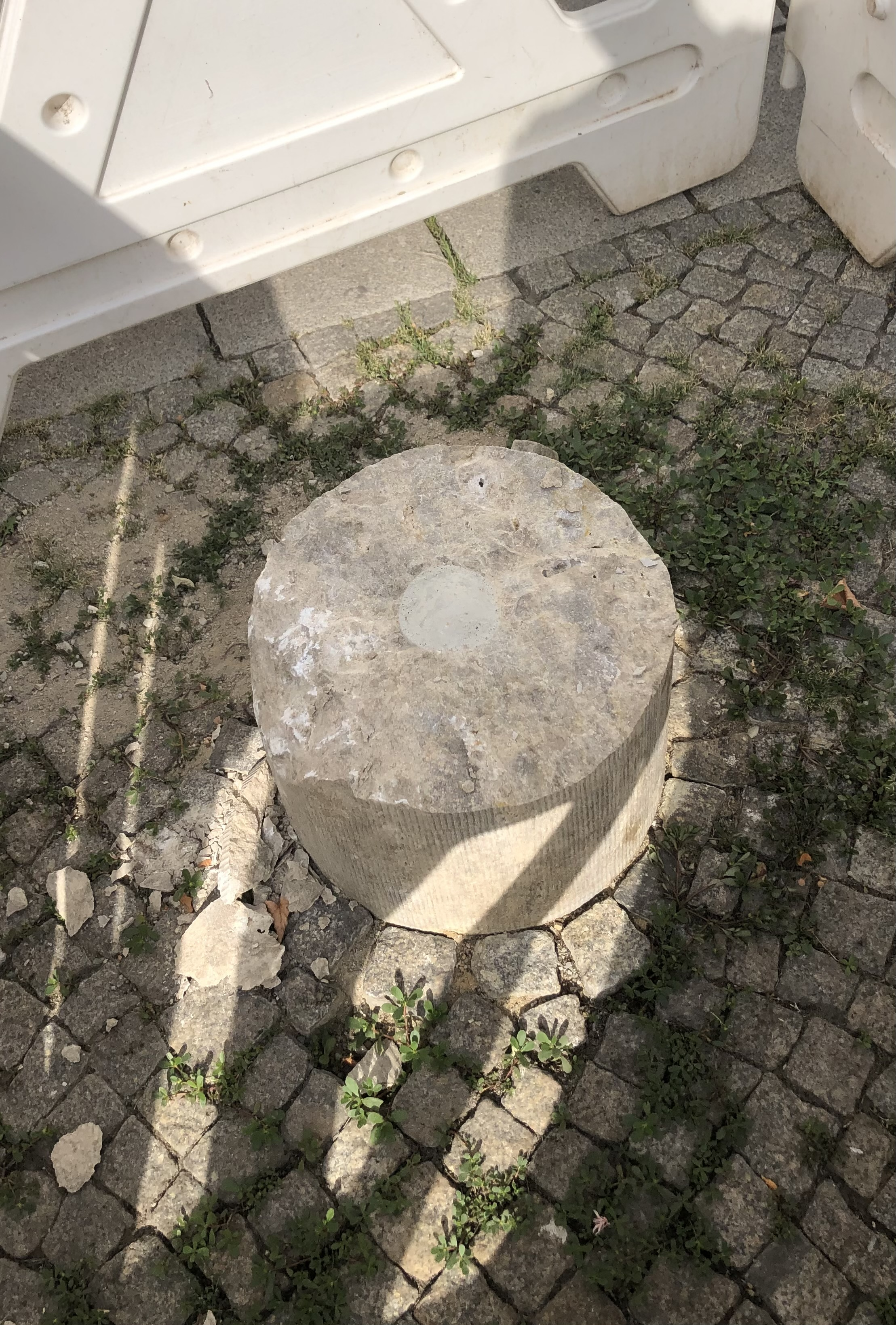
Abgebrochene Säule, 2022

 Im August 2022 wurde die Säule durch die Stadtreinigung gerammt und stürzte um. Die Säule zerbrach in zahlreiche Einzelteile, die Figuren wurden von ihren Plattformen getrennt. Der Schaden wurde auf mehr als 100.000 Euro geschätzt. Vergleichbare Unfälle gab es bereits zuvor, welche die Bronzefiguren aber überstanden.
Im April 2023 wurde die Säule samt Figurengruppe wieder aufgestellt. Sie wurde durch vier Poller gegen Beschädigungen geschützt.